# Alex Fergusson (homme politique)
Pour les articles homonymes, voir Alex Fergusson.
Alexander Charles Onlsow Fergusson dit Alex Fergusson, né le 8 avril 1949 à Leswalt et mort le 31 juillet 2018, est un homme politique britannique, membre du Parti conservateur écossais.

## Biographie

### Jeunesse et formation
Originaire du comté rural du Wigtownshire, dans le sud de l'Écosse, Alex Fergusson suit des études au collège d'Eton de 1962 à 1966. Après deux ans passés en Nouvelle-Zélande, il complète sa formation au collège écossais d'agriculture avant de reprendre l'exploitation familiale en 1971.

### Carrière politique
En 1999,  Alex Fergusson est élu au Parlement écossais où il représente le Sud de l'Écosse. Il est réélu en 2003, cette fois-ci dans la circonscription de Galloway et Upper Nithsdale. Il est porte-parole conservateur pour l'agriculture et la forêt au Parlement. Après avoir retrouvé son siège lors des élections de 2007, il est élu président du Parlement le 14 mai par ses collègues pour succéder à George Reid. Son poste étant au-dessus des partis, il quitte le Parti conservateur jusqu'à la fin de son mandat, en mai 2011. De nouveau député pendant les cinq années suivantes, il décide de ne pas solliciter un nouveau mandat en mai 2016.